# Volcán de Cruz Quemada
El Volcán de Cruz Quemada es un volcán situado en Guatemala, de 1690 metros de altitud situado en el municipio de Santa María Ixhuatán en el departamento de Santa Rosa.